# 佐倉城
佐倉城是位於日本千葉縣佐倉市的城堡。